# Verdeckter Ermittler
Ein Verdeckter Ermittler (auch Verdeckter Mitarbeiter, Englisch und Fachbegriff: Undercover-Agent) ist ein Mitarbeiter einer Polizei- oder Zollbehörde oder eines Nachrichtendienstes, der unter einer ihm verliehenen und auf Dauer angelegten Legende eingesetzt wird. Zu unterscheiden ist er von einer V-Person oder einem Informanten, die Privatpersonen sind, sowie von einem nicht offen ermittelnden Polizeibeamten ohne Legendierung, der nur gelegentlich verdeckt auftritt.

## Deutschland
Die Rechtsgrundlagen, Befugnisse und der Einsatz unterscheiden sich nach den Zwecken der Strafverfolgung, der Gefahrenabwehr und dem nachrichtendienstlichen Einsatz sowie der Behörde. Verdeckte Ermittler sind in der Regel Beamte, bei der Polizei grundsätzlich Polizeivollzugsbeamte. Es sind aber auch Tarifbeschäftigte im öffentlichen Dienst oder Soldaten (BND und MAD) denkbar. Legaldefinitionen finden sich in § 110a Abs. 2 Satz 1 Strafprozessordnung (StPO), § 45 Abs. 2 Nr. 5 Bundeskriminalamtgesetz und § 9a Bundesverfassungsschutzgesetz (BVerfSchG).

### Strafverfolgung
Für Zwecke der Strafverfolgung sind die §§ 110a ff. der StPO für Bundes- und Landesbehörden einschlägig. Der Einsatz ist nur subsidiär sowie bei schwerwiegenden Straftaten zulässig und bedarf der Zustimmung der Staatsanwaltschaft. Bei Gefahr im Verzug ist – bei nachträglicher Einholung der Zustimmung innerhalb von drei Tagen – auch die Polizei dazu befugt. Sofern sich aber – so der in der Praxis üblichere Fall – der Einsatz gegen einen bestimmten Beschuldigten richtet oder der Verdeckte Ermittler eine nicht allgemein zugängliche Wohnung betritt, ist die gerichtliche Zustimmung erforderlich. Bei Gefahr im Verzug genügt die staatsanwaltschaftliche Zustimmung; aber auch dann muss die nachträgliche gerichtliche Zustimmung innerhalb von drei Tagen eingeholt werden.
Verdeckte Ermittler dürfen unter ihrer Scheinidentität (Legende) am Rechtsverkehr teilnehmen (§ 110a Abs. 2 StPO), eine Wohnung mit Einverständnis des Berechtigten betreten (§ 110c StPO) und Zeugen ohne Belehrung befragen (§ 136 StPO).
Für den Einsatz Verdeckter Ermittler im Bereich der organisierten Kriminalität treffen die Gemeinsame Richtlinien der Justizminister/-senatoren und der Innenminister/-senatoren der Länder über die Zusammenarbeit bei der Verfolgung der Organisierten Kriminalität, die in den einzelnen Ländern als nahezu identische (Landes-)Verwaltungsvorschriften bestehen, allgemeine zweckübergreifende Regelungen für den polizeilichen Einsatz Verdeckter Ermittler.
Der Zoll setzte Verdeckte Ermittler nur zur Strafverfolgung ein. Nach § 3 Abs. 8 Nr. 3 Zollfahndungsdienstgesetz hat das Zollkriminalamt für die Zollfahndungsämter und die Behörden der Zollverwaltung die erforderliche Einsatzunterstützung durch Verdeckte Ermittler zu gewähren.
In Gerichtsprozessen wird die Identität des Verdeckten Ermittlers in der Regel geheim gehalten, da nach § 110b Abs. 3 Satz 3, § 96 StPO sowohl die weitere Verwendung unter der falschen Identität als auch Leib und Leben des (unter zutreffender Identität lebenden) Beamten geschützt werden können. Zur Beweisverwertung der Ermittlungsergebnisse des Verdeckten Ermittlers können diese zwar grundsätzlich als „Zeugen vom Hörensagen“ vernommen werden, ein Beweiserhebungsverbot besteht insoweit nicht. In der Praxis werden sie jedoch aus vorgenannten Erwägungen vor Gericht von einem weiteren „Zeugen vom Hörensagen“ vertreten, der stellvertretend die Aussage des Verdeckten Ermittlers macht. Auf Antrag wird der Verdeckte Ermittler auch abgesetzt vom Gerichtssaal vernommen, wobei die Stimme und sein Aussehen ggf. technisch verfremdet und Stimme und Bild in den Gerichtssaal übertragen werden können (audiovisuelle Vernehmung).

### Gefahrenabwehr
Der Einsatz Verdeckter Ermittler im Rahmen der Gefahrenabwehr richtet sich nach den Polizeigesetzen des Bundes und der Länder. Für das Bundeskriminalamt beispielsweise ist die Rechtsgrundlage § 45 Abs. 2 Nr. 5 BKAG. Demnach ist der Einsatz Verdeckter Ermittler ein Besonderes Mittel der Datenerhebung. Rechtsgrundlage für die Bundespolizei ist § 28 Abs. 2 Nr. 4 Bundespolizeigesetz. Auch in den Polizeigesetzen der Länder finden sich Rechtsgrundlagen, z. B. im § 20 Polizeigesetz NRW.

### Nachrichtendienste
Verdeckte Ermittler bei den deutschen Nachrichtendiensten werden Verdeckte Mitarbeiter genannt. (§ 9a BVerfSchG) Sie sind ein nachrichtendienstliches Mittel. Rechtsgrundlage für das Bundesamt für Verfassungsschutz ist § 9a BVerfSchG, für den Militärischen Abschirmdienst § 5 MAD-Gesetz i V. m. § 9a BVerfSchG und für den Bundesnachrichtendienst § 5 Satz 2 BND-Gesetz i V. m.§ 9a BVerfSchG. Der Einsatz von Verdeckten Ermittlern durch die Landesbehörden für Verfassungsschutz richtet sich nach den jeweiligen Verfassungsschutzgesetzen der Länder.

### Bekannte Fälle
- 2011: Es wird bekannt, dass verdeckte Ermittler in der rechtsextremistischen Szene eingesetzt waren.[3]
- 2014: Die verdeckte Ermittlerin Iris P., die in Hamburgs linksextremistischer Szene unter dem Decknamen Iris Schneider eingesetzt war, wird aufgedeckt.[4]
- 2015: Ein Spitzeleinsatz in der linken Studentenszene Heidelbergs wird vor dem Verwaltungsgericht in Karlsruhe verhandelt. Ein Polizist hatte sich als Germanistikstudent „Simon Brenner“ getarnt.[5]

## Österreich
Nach § 53 Abs. 3 Sicherheitspolizeigesetz (SPG) können Sicherheitsbeamte selbst Auskünfte einholen, ohne ihren Auftrag offenzulegen oder andere Personen (Vertrauenspersonen) damit beauftragen, wenn sonst die Abwehr gefährlicher Angriffe (§ 16 Abs. 2 und Abs. 3 SPG) oder krimineller Verbindungen gefährdet oder erheblich erschwert wäre. Gem. § 54 Abs. 3 SPG dürfen Wohnungen nur im Einverständnis mit dem Inhaber von Verdeckten Ermittlern betreten werden. Der Einsatz von Bild- und Tonaufzeichnungsgeräten ist Verdeckten Ermittlern gem. § 54 Abs. 4 SPG nur erlaubt, wenn die Begehung von mit beträchtlicher Strafe bedrohten Handlungen zu erwarten ist. Der Bundesminister für Inneres kann Behörden auftragen, Urkunden für Verdeckte Ermittler herzustellen, die über ihre Identität täuschen (§ 54a SPG).

### Bekannte Fälle
- 2010: Durch ihre Ladung als Zeugin wird bekannt, dass eine Beamtin unter dem Decknamen Danielle Durand als Verdeckte Ermittlerin in der Tierrechtsszene eingesetzt war.

## EGMR-Rechtsprechung
Der Europäische Gerichtshof für Menschenrechte hat schon öfter die Vereinbarkeit des Einsatzes von Verdeckten Ermittlern mit dem Recht auf Achtung des Privat- und Familienlebens nach Art. 8 EMRK behandelt:
- Kennedy/UK, 18. Mai 2010, 26839/05
- Zakharov/Russland, 4. Dezember 2015, 47143/06

Insbesondere das Vorgehen von Polizei als agent provocateur verletzt außerdem Art. 6 EMRK:
- Teixeira de Castro/Portugal, 9. Juni 1998, 44/1997/828/1034
- Ramanauskas/Litauen, 5. Februar 2008, 74420/01
- Malininas/Litauen, 1. Juli 2008, 10071/04